# Gédéon van Houten
Gédéon van Houten dit « Boby », aussi appelé le baron d'Humières (1904-1946) est un collaborateur d'origine néerlandaise.

## Biographie
Le 30 novembre 1937, il est condamné à 10 ans de détention pour espionnage au profit de l'Allemagne et à vingt ans d'interdiction de séjour par le Conseil de guerre de Paris.
Lors de la débâcle de juin 1940, il s'évade et rencontre Rudy de Mérode, avec qui il se lie d'amitié. Ils forment ce qui sera appelé « La Gestapo de Neuilly », qui travaillait comme la bande à Lafont pour Otto, c’est-à-dire la récupération des biens juifs et la lutte contre la Résistance. Leur équipe était composée d'une vingtaine de personnes, repris de justice comme Serge de Lenz ou anciens espions allemands.
Au tout début, ils s'installent près des services d'Otto au 18, square du Bois de Boulogne puis, après réquisition d'un immeuble, au 18, rue Pétrarque à Paris. En février 1941, ils emménagent au 70, boulevard Maurice-Barrès à Neuilly-sur-Seine. Selon le témoignage du maître d'hôtel, près de cinquante personnes furent arrêtées pendant l'année de leur séjour.
Il est condamné à mort en novembre 1945 et exécuté le 11 avril 1946.